# Trois petits tours (album de Thomas Fersen)
Pour les articles homonymes, voir Trois petits tours.
Albums de Thomas Fersen
Le Pavillon des fous
(2005) Je suis au paradis
(2011)
Trois petits tours est le septième album studio de Thomas Fersen, sorti le 8 septembre 2008 sur le label Tôt ou Tard (distribué par Warner Music France).

## Liste des morceaux
| No  | Titre                   | Durée |
| --- | ----------------------- | ----- |
| 1.  | Germaine                | 3:28  |
| 2.  | Ukulélé                 | 3:07  |
| 3.  | Chocolat                | 2:54  |
| 4.  | Formol                  | 4:35  |
| 5.  | Punaise                 | 3:33  |
| 6.  | Les Mouches             | 3:24  |
| 7.  | Gratte-dos              | 2:22  |
| 8.  | Ce qu'il me dit         | 3:10  |
| 9.  | Concombre               | 4:07  |
| 10. | Embarque dans ma valise | 4:01  |
| 11. | La Malle                | 5:24  |

## Classements
| Classement                   | Meilleure position |
| ---------------------------- | ------------------ |
| France (SNEP)                | 5                  |
| Belgique (Wallonie Ultratop) | 12                 |
| Suisse (Schweizer Hitparade) | 69                 |